# Droga krajowa B399 (Niemcy)
Droga krajowa 399 (Bundesstraße 399, B 399) – niemiecka droga krajowa przebiegająca na osi północny wschód - południowy zachód od skrzyżowania z drogą B264 w Düren do granicy z Belgią koło Kalterherbergu   w Nadrenii Północnej-Westfalii.